# Wincenty Kadłubek

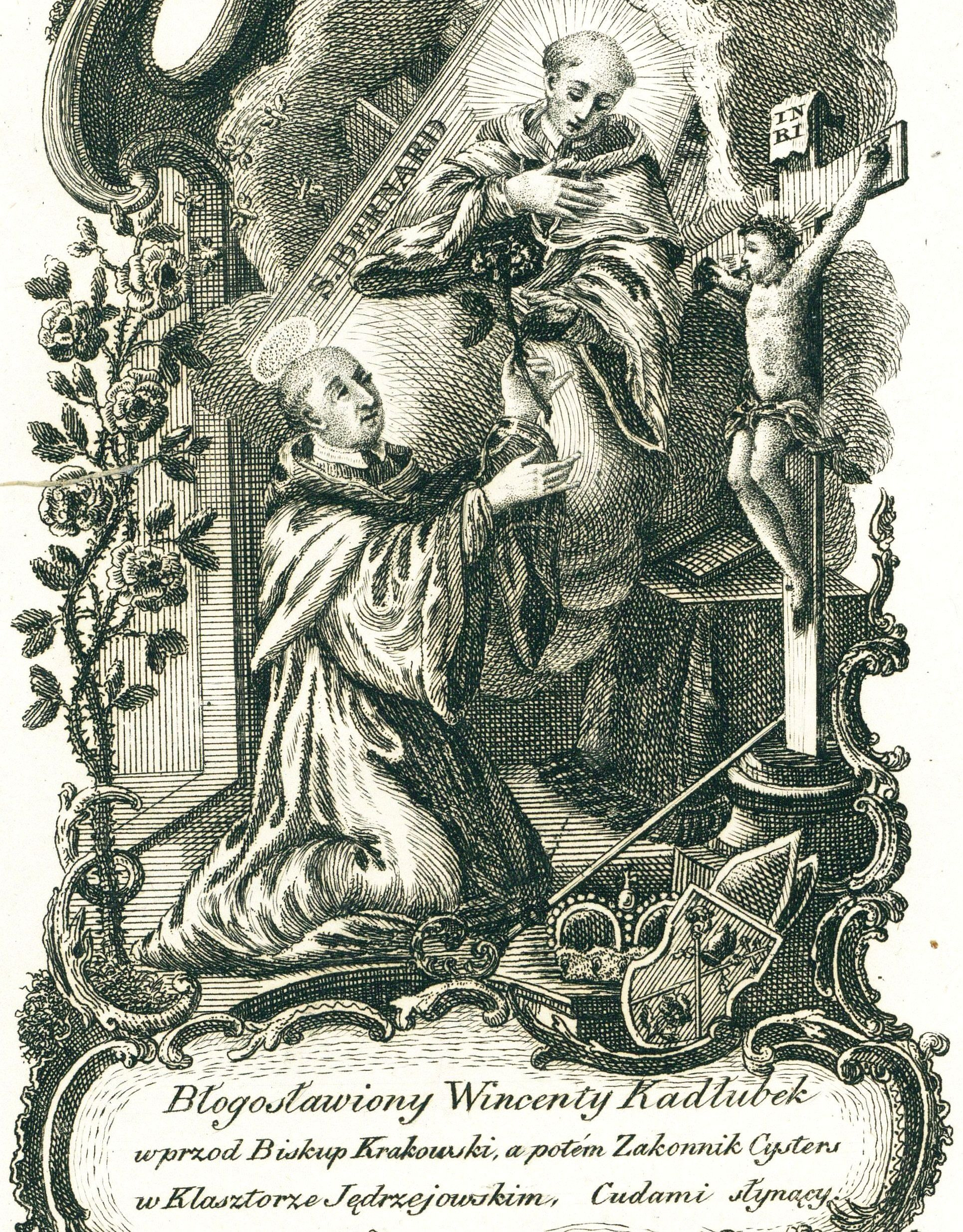
Wincenty Kadlubek jako cisterciák a ctitel Ukřižovaného Krista a sv. Bernarda, votivní grafika, asi 1764

Blahoslavený Wincenty Kadłubek, O.Cist. (1150/1160, Krakov – 8. března 1223, Jedrzejov) byl polský římskokatolický duchovní, člen cisterciáckého řádu a v letech 1208-1217 biskup v Krakově. V roce 1764 byl beatifikován.

## Život
Jeho životopis není v mnohém jasný. Jedna tradice mu připisuje šlechtický původ z rodu Růže (de Rosis) a druhá selský původ. Vzdělání získal na katedrální škole v Krakově. Následně také studoval svobodná umění a právo v Paříži a Boloni. Tato studia ukončil mistrovským titulem. Po vysvěcení na kněze nastoupil v Sandoměři, kde dosáhl úřadu probošta. V roce 1208 byl zvolen biskupem krakovským. Prosazoval reformy církve, například zavádění povinného celibátu pro kněze a zastával se nezávislosti církve na světské moci. Rovněž v Polsku zavedl (dnes v celé katolické církvi běžný) zvyk udržování věčného světla před svatostánkem s Eucharistií. Roku 1215 se účastnil zasedání IV. lateránského koncilu.
V roce 1217 se vzdal biskupského stolce a v opatství Jędrzejów vstoupil do cisterciáckého řádu. Do kláštera došel z Krakova pěšky, v posledním úseku cesty mu z kláštera vyšel naproti průvod mnichů. V tomto klášteře prožil zbytek svého života. Zde také sepsal latinský spis o dějinách královského Polska Chronica seu originale regum et principum Poloniae, což je hlavní (ale nepříliš spolehlivý) pramen o polské historii v raném středověku.

## Smrt a úcta
Zemřel v pověsti svatosti. Nebyl pohřben do společné hrobky mnichů, ale odděleně od nich v chóru klášterního kostela mezi chórovými lavicemi. V dubnu roku 1633 byla jeho hrobka z podnětu tehdejšího jedrzejowského opata otevřena a jeho ostatky prozatímně uloženy mezi relikvie v klášterní pokladnici. Dne 19. srpna téhož roku pak byly jeho ostatky přeneseny do nově zřízené tumby před oltář Ukřižování Krista v nově přistavěné severní kapli jedrzejowského klášterního kostela Nanebevzetí Panny Marie. Část jeho ostatků se později dostala do katedrály na Wawelu v Krakově a další ostatek do katedrály v Sandoměři. V roce 1764 byl Wincenty papežem Klementem XIII. beatifikován, roku 1934 mu byla zasvěcena severní kaple jedrzejovského klášterního chrámu.

## Galerie

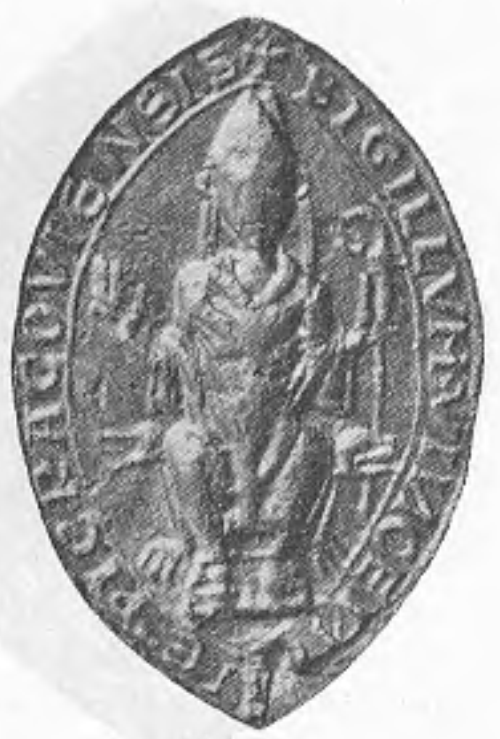
Biskupská pečeť z roku 1210
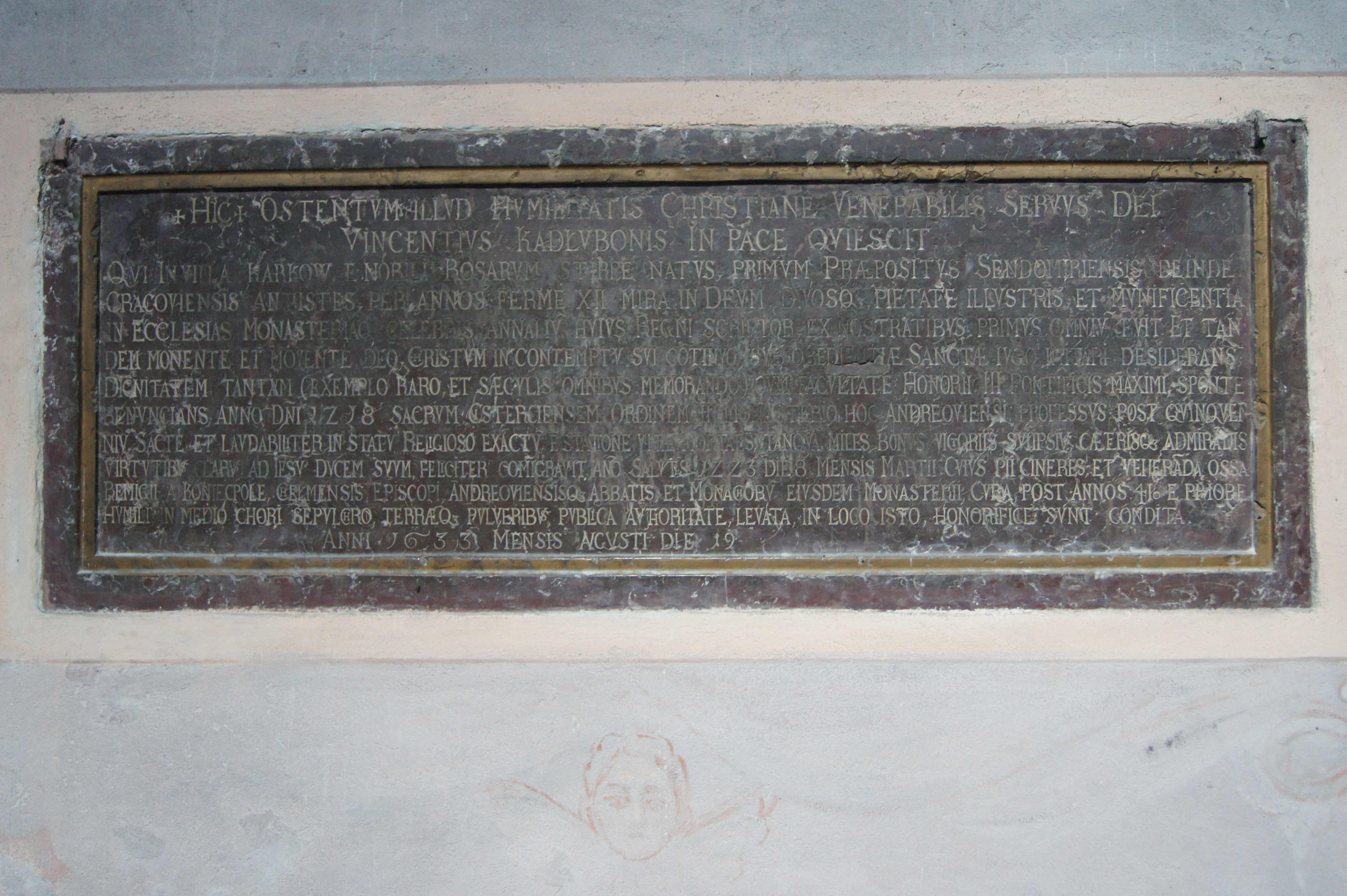
Epitaf z roku 1633, Jędrzejów
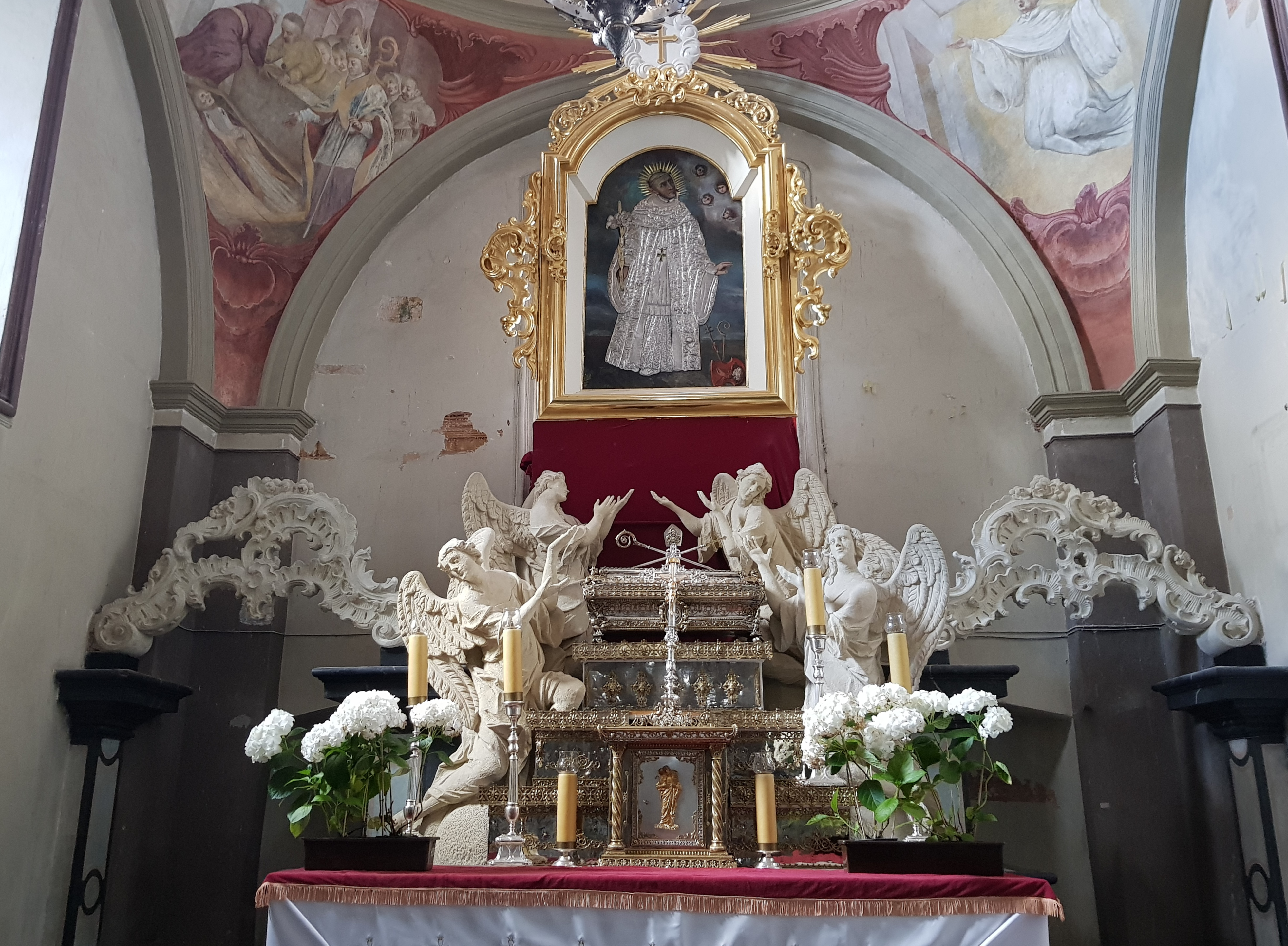
Oltářní obraz a tumba, Jędrzejów, 1750-1780
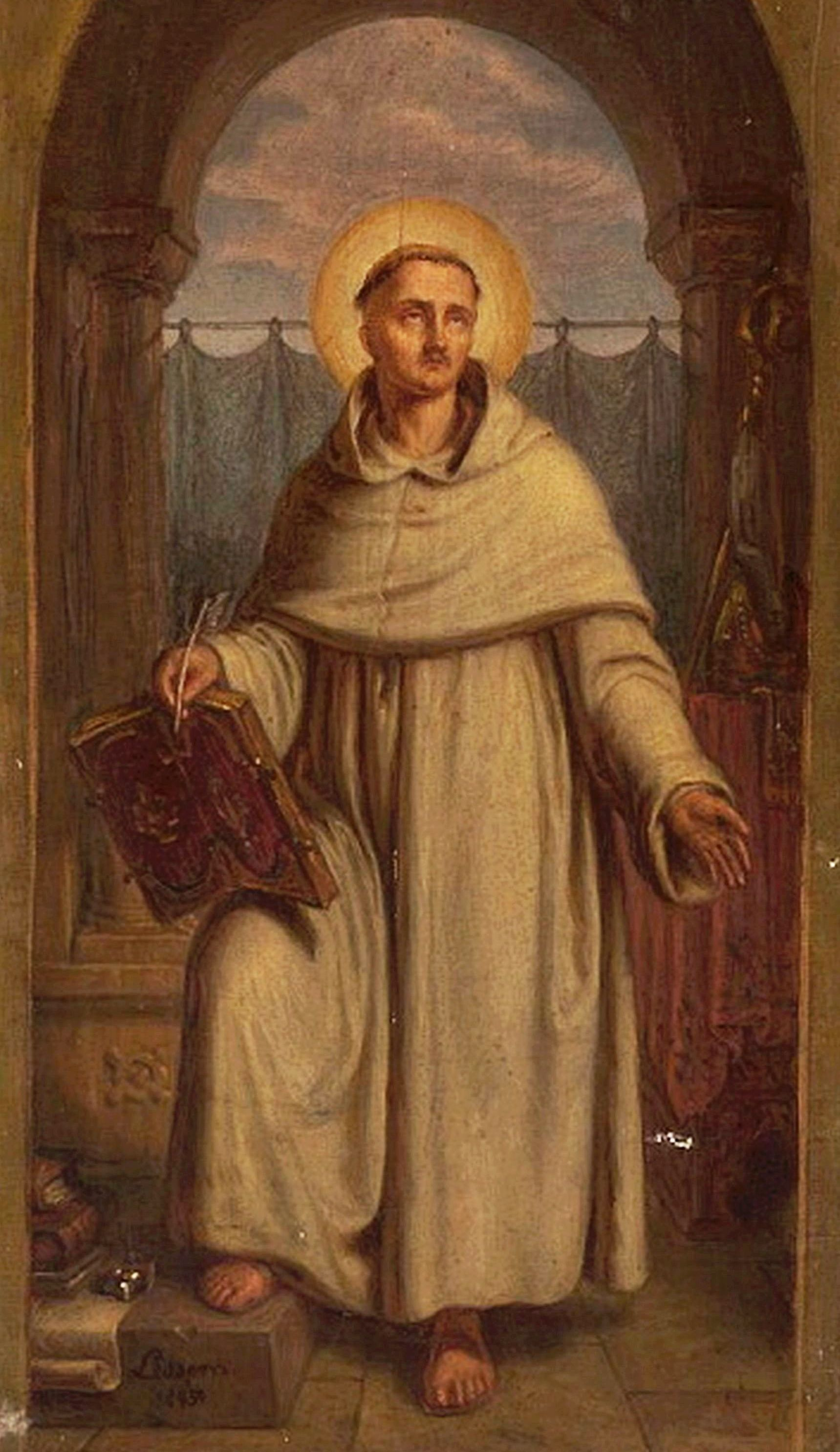
Obraz z roku 1845